# Łaźniki (województwo dolnośląskie)
Łaźniki (niem. Laasnig) – wieś w Polsce położona w województwie dolnośląskim, w powiecie złotoryjskim, w gminie Złotoryja.

## Podział administracyjny
W latach 1975–1998 miejscowość administracyjnie należała do województwa legnickiego.

## Demografia
Według Narodowego Spisu Powszechnego (III 2011 r.) liczyła 84 mieszkańców. Jest jedną z 3 najmniejszych miejscowości gminy Złotoryja (każdą zamieszkuje mniej niż 100 osób).

## Położenie
Przez miejscowość przebiega droga wojewódzka nr 363.